# Top Dog FC 9
Top Dog Fighting Championship 9 — Девятый номерной турнир кулачной спортивной лиги Top Dog, прошедший 25 июня 2021 года в Большом купольном зале дворца спорта «Крылья Советов», Москва, Россия. В данном турнире были разыграны два чемпионских перстня. Чемпионом в лёгком весе (до 70 кг) стал Мустафа «Беспощадный» Шарифов, а чемпионом в среднем весе (до 85 кг) стал Максим «ВДВ» Фёдоров.

## Анонс поединков
11 мая 2021 года состоялся официальный анонс поединка Гази Газимагомедова и Аниса Чилаева за звание претендента на чемпионский перстень в полулёгкой весовой категории. Первоначально соперником Чилаева рассматривался Михаил «Лусан» Сукиасян, но он получил травму, и была выбрана замена в лице Гази «Зохана».
20 мая был анонсирован один из главных боёв девятого турнира — бой за чемпионский перстень между Денисом «Ураганом» Дулой и Максимом «ВДВ» Фёдоровым. 26 мая был представлен анонс другого главного боя — чемпионский поединок в лёгком весе между Мустафой «Беспощадным» Шарифовым и Алексеем «Мельником» Мельниковым.
1 июня состоялся анонс боя Николая «Чибиса» Чибисова и украинского бойца, Бовара «Гладиатора» Ханакова. На кону данного боя стоял статус претендента на перстень в лёгком весе. 7 июня состоялся анонс боя в полулёгком весе между Валерием Особовым и Якином Мукадамшоевым. 8 июня в телеграм канале Топ Дог, а затем 11 июня в Инстаграме, состоялся анонс поединка Мурада «Дедка» Арцулаева и Андрея «Венома» Борисова.
Во второй половине июня были анонсированы поединки Антона Шипачёва с Наимом Давудовым в среднем весе, Артура Давыденко с Владиславом сурковым в лёгком весе, и Майка Стиценко с Матвеем Тикиджиевым в полулёгком весе.

## События до турнира
29 апреля впервые был представлен рейтинг одной из весовых категорий. Им стал рейтинг полулёгкого веса, в котором была представлена десятка топ-претендентов в полулёгкой весовой категории.
9 июня состоялся главный анонс турнира с объявлением даты события, и заявлением об открытой продаже билетов.
Перед турниром несколько раз менялся главный титульный спонсор. Ещё на постах до начала июня 2021 года числился pin-up.ru, в начале июня 1X ставка, а уже с 9 июня — Olimpbet.
18 июня был выпущен официальный тизер предстоящего турнира. А 21 июня на официальном ютуб канале была выпущена пресс-конференция посвящённая турниру Топ Дог 9. На конференции стало известно что поединок Данила «Регбиста» с Артёмом Тарасовым перенесён на турнир Top Dog 11, и состоится 25 сентября 2021 года, а в первой половине августа состоится турнир Top Dog 10, который станет первым международным, и пройдёт в Казахстане.
24 июня 2021 года, за день до турнира, на официальном ютуб канале был представлен документальный фильм «Ореол», выпущенный к предстоящему турниру.

### Прогнозы и коэффициенты перед турниром
- Мустафа «Беспощадный» Шарифов (1,54) — Алексей «Мельник» Мельников (2,32)
- Максим «ВДВ» Фёдоров (1,54) — Денис «Ураган» Дула (2,32)
- Бовар «Гладиатор» Ханаков (1,42) — Николай «Чибис» Чибисов (2,63)
- Анис «Охотник» Чилаев (1,54) — Гази «Зохан» Газимагомедов (2,32)
- Валерий «Орёл» Особов (1,54) — Якин «TJ» Мукадашмоев (2,32)
- Наим «Самурай» Давудов (1,42) — Антон «Харон» Шипачёв (2,64)
- Мурад «Дедок» Арцулаев (1,68) — Андрей «Веном» Борисов (2,05)
- Майк «Вооружённый» Стиценко (1,42) — Матвей «Южный» Тикиджиев (2,63)
- Владислав «Орловский бриллиант» Туйнов (2,32) — Махмуд «Шахматист» Мусалов (1,54)
- Николай «Ebosher» Терехов (1,47) — Умар «Костолом» Муртазалиев (2,40)
- Сергей Макаров (1,87) — Сергей «Зубр» Алексеевич (1,87)
- Марсель Ханов (1,87) — Шухрат Юлдашев (1,87)
- Андрей Василиади (1,87) — Виталий Деревягин (1,87)
- Владислав Ромащенко (1,68) — Отабек Жураев (2,05)

## Главные события турнира
В 9-м поединке карда (4-м в прямой трансляции) дебютант организации, профессиональный кикбоксер, 23-летний Владислав «Орловский бриллиант» Туйнов нокаутировал во втором раунде фаворита Махмуда «Шахматиста» Мусалова, который имел рекорд в организации 2-0, и также имел рекорд в профессиональном боксе 5-0. В случае победы Мусалова, он стал бы соперником Михаила «Сивого» Долгополова для поединка за чемпионский перстень в весе 77 кг. Туйнов после победы над Мусаловым, выразил желание подраться с «Сивым».
В главном бою предварительного карда Мурад «Дедок» Арцулаев встретился с Андреем «Веномом» Борисовым. Во втором и третьем раундах Арцулаев сильно потрясал оппонента, и после первого из этих попаданий «Веном» попросил паузу на восстановление, из-за которой рефери отсчитал стоячий нокдаун. После нокдауна рефери объявил команду о продолжении поединка, и «Дедок» решил поддержать соперника и сблизиться для дружественного приветствия, на что «Веном» в ответ начал наносить град безответных ударов. Арцулаев легко выдержал натиск, и ринулся в атаку на соперника. Перед началом третьего раунда бойцы дважды поприветствовали друг друга, чем казалось инцидент безответной атаки во втором раунде был исчерпан, но в третьем раунде после очередной атаки «Дедка», на лице «Венома» образовалась сечка. После осмотра врачом, Борисову разрешили продолжить поединок. Дедок снова решил перед атакой поприветствовать соперника, и снова получил такой же град ударов в ответ. Дедок вновь ринулся в атаку, но времени на добивание не хватило. По итогу, раздельным решением «Дедок» победил «Венома», и в выразил желание провести повторный поединок с Андреем «Веномом».
В первом бою главного карда встретились бойцы полулёгкого весе № 4 Гази «Зохан» Газималомедов (1-0) и № 1 Анис «Охотник» Чилаев (2-0). Поединок вышел очень вязким и с большим количеством нарушений. С Зохана был трижды снят балл за нарушение правил. Охотник победил уверенно по очкам, и стал обязательным претендентом для первого чемпиона Топ Дог, Искандара «Шеф-повара» Зияева, с которым у них сразу же состоялся стердаун и объявление их очного поединка на одном из следующих турниров.
В главном бою андеркарда, встретились бойцы № 3 украинец Бовар «Гладиатор» Ханаков (2-0) и № 4 россиянин Николай «Чибис» Чибисов (4-1) рейтинга лёгкого веса, в бою за право определить первого претендента на титул чемпиона в лёгком весе (до 70 кг), перстень которого разыграли в этом же ивенте в главном бою вечера. Уже первый раунд стал кровопролитным, в котором Бовар посёк левую бровь Чибиса. Во втором раунде преимущество к середине раунда начало переходить от «Гладиатора» к Чибису, и в одном из эпизодов, Чибис правым боковым послал Бовара в первый в его карьере нокдаун. Уже ко второму раунду бойцы были оба окровавлены, но чаша весов склонилась в пользу российского бойца. В третьем раунде продолжался бескомпромиссный размен ударами, который чередовался приостановками раунда для того чтоб вытирать кровь с лиц бойцов. Третий раунд вышел довольно близким и конкурентным, но по итогам трёх раундов победу одержал Николай Чибисов. После боя, впервые в истории организации каждому из бойцов был отдельно вручён денежный бонус в размере по 100 тыс. рублей, и было объявлено что поединок входит в Зал Славы Топ Дог (2-й бой в истории, после поединка Гаджи-Шульский, за 9 турниров). Бовар тяжело воспринял поражение, но зал поддержал его, долго скандируя его им.
В одном из главных боёв вечера встретились Денис «Ураган» Дула (3-0) и Максим «ВДВ» Фёдоров (4-1) в бою за перстень в среднем весе (до 85 кг). Поединок вышел довольно близким и осторожным. Бойцы много промахивались и входили в клинч. К третьему раунду Макс ВДВ начал уставать, и финальные раунды тяжело дышал и мало атаковал. Ураган больше приспособился, и выглядел эффективнее и свежее во второй половине боя. По итогам пяти раундов судьи отдали победу Максу ВДВ. Зал решение принял неоднозначно. Ураган с решением не согласился, и сразу покинул ринг, не давая послематчевого интервью.
В главном бою вечера Мустафа Беспощадный Шарифов (3-0) в комфортном для себя стиле уверенно победил по очкам Алексея Мельника Мельникова (3-1). Бой проходил под диктовку Шарифова, который нивелировал все сильные сторону «Мельника», не давая тому проводить успешные атаки. «Беспощадный» был быстр на ногах, и в защитной манере провёл бой. Как и прежде, не получив ни единой травмы на лице, завершил поединок с чистым рекордом. Поединок не выдался зрелищным, но «Беспощадный» убедительно одержал победу и стал обладателем чемпионского перстня. После поединка состоялся стердаун и официальный анонс предстоящего боя «Беспощадного» с «Чибисом». Поединок ориентировочно запланирован на 11-й турнир Топ Дог, если бойцы будут готовы на эту дату.

## Список поединков
| №  | Весовая категория      |                                                          |                                        |    |      |                             |    |         | Способ                | Раунд | Время | Примечание                                    |
|    |                        | Главные бои (Велась прямая трансляция)                   |                                        |    |      |                             |    |         |                       |       |       |                                               |
| 14 | Лёгкая (до 70 кг)      | 70,3 кг                                                  | Мустафа «Беспощадный» Шарифов          | #1 | поб. | Алексей «Мельник» Мельников | #2 | 68,7 кг | Единогласным решением | 5     | 2:00  | Бой за вакантный перстень чемпиона Top Dog    |
| 13 | Средняя (до 85 кг)     | 84,5 кг                                                  | Максим «ВДВ» Фёдоров                   | #1 | поб. | Денис «Ураган» Дула         | #2 | 79,8 кг | Единогласным решением | 5     | 2:00  | Бой за вакантный перстень чемпиона Top Dog    |
| 12 | Лёгкая (до 70 кг)      | 69,9 кг                                                  | Николай «Чибис» Чибисов                | #4 | поб. | Бовар «Гладиатор» Ханаков   | #3 | 69,1 кг | Единогласным решением | 3     | 2:00  | Бой за звание претендента на перстень Top Dog |
| 11 | Полулёгкая (до 64 кг)  | 64,0 кг                                                  | Анис «Охотник» Чилаев                  | #1 | поб. | Гази «Зохан» Газимагомедов  | #4 | 64,3 кг | Единогласным решением | 3     | 2:00  | Бой за звание претендента на перстень Top Dog |
|    |                        | Предварительные бои (Велась прямая трансляция)           |                                        |    |      |                             |    |         |                       |       |       |                                               |
| 10 | Лёгкая (до 70 кг)      | 69,7 кг                                                  | Мурад «Дедок» Арцулаев                 |    | поб. | Андрей «Веном» Борисов      |    | 69,7 кг | Раздельным решением   | 3     | 2:00  |                                               |
| 9  | Полусредняя (до 77 кг) | 76,4 кг                                                  | Владислав «Орловский бриллиант» Туйнов |    | поб. | Махмуд «Шахматист» Мусалов  |    | 77,1 кг | Нокаутом              | 2     | 0:33  |                                               |
| 8  | Полулёгкая (до 64 кг)  | 64,1 кг                                                  | Валерий «Орёл» Особов                  | #5 | поб. | Якин «TJ» Мукадашмоев       |    | 64,2 кг | Единогласным решением | 3     | 2:00  |                                               |
| 7  | Полулёгкая (до 64 кг)  | 64,0 кг                                                  | Майк «Вооружённый» Стиценко            | #9 | поб. | Матвей «Южный» Тикиджиев    |    | 60,9 кг | Техническим нокаутом  | 2     | 0:10  |                                               |
| 6  | Средняя (до 85 кг)     | 83,8 кг                                                  | Наим «Самурай» Давудов                 |    | поб. | Антон «Харон» Шипачёв       |    | 84,4 кг | Нокаутом              | 1     | 1:36  | [ 14 ]                                        |
|    |                        | Ранние предварительные бои (Прямая трансляция не велась) |                                        |    |      |                             |    |         |                       |       |       |                                               |
| 5  | Полутяжёлая (до 94 кг) | 94,1 кг                                                  | Сергей Макаров                         |    | поб. | Сергей «Зубр» Алексеевич    |    | 92 кг   | Нокаутом              | 2     | 1:56  |                                               |
| 4  | Полутяжёлая (до 94 кг) |                                                          | Марсель Ханов                          |    | поб. | Шухрат Юлдашев              |    |         | Техническим нокаутом  | 2     |       |                                               |
| 3  | Полутяжёлая (до 94 кг) | 91,6 кг                                                  | Владислав «IZ» Ромащенко               |    | поб. | Максим «Тхэквандо» Сечкин   |    | 90,9 кг | Техническим нокаутом  | 1     | 1:38  |                                               |
| 2  | Полулёгкая (до 64 кг)  | 63,5 кг                                                  | Умар «Костолом» Муртазалиев            |    | поб. | Николай «Ebosher» Терехов   |    | 62,7 кг | Единогласным решением | 3     | 2:00  |                                               |
| 1  | Лёгкая (до 70 кг)      |                                                          | Андрей Василиади                       |    |      | Виталий Деревягин           |    |         |                       | 3     |       |                                               |
|    |                        | Отменённые бои                                           |                                        |    |      |                             |    |         |                       |       |       |                                               |
|    | Лёгкая (до 70 кг)      |                                                          | Артур «Гром» Давыденко                 |    |      | Владислав «Палач» Сурков    |    |         |                       | 3     |       |                                               |

### Бонусы
- «Бой вечера»: Николай «Чибис» Чибисов — Бовар «Гладиатор» Ханаков. По 100 000 рублей каждому от титульного спонсора OlimpBet
- «Нокаут вечера»: Наим «Самурай» Давудов (за нокаут в бою с Антоном «Хароном» Шипачёвым) 100 000 рублей от титульного спонсора OlimpBet[15]
- «За зрелищный бой»: Валерий «Орёл» Особов (за бой с Якином «TJ» Мукадамшоевым 100 000 рублей от титульного спонсора OlimpBet

Поединок Николая Чибисова с Боваром Ханаковым внесён в Зал Славы Top Dog.

## Резонансные события
По завершении турнира, менеджер Дениса Урагана обратился к главному судье, и 26 июня была подана апелляция на судейский вердикт поединка Дениса Дулы и Максима Фёдорова. Главный судья (Денис Анатолиевич Сиденко) заявил что рассмотрение начнётся после внесения суммы в 1000 $, так как рассмотрение апелляции — платное. На следующий день, 27 июня 2021 года, Денис «Ураган» Дула в своём инстаграм аккаунте объявил что апелляция подана не будет, не желая платить деньги за пересмотр судейского решения. Денис Дула также заявил что открыт для реванша с Максимом «ВДВ» Фёдоровым.
В июле 2021 года, Гаджи Автомат Наврузов объявил о своём уходе из кулачной лиги Top Dog.

## Рейтинги
Впервые был представлен рейтинг лёгкого веса (до 70 кг). Также были внесены изменения в рейтинг полулёгкого веса (до 64 кг)
| Лёгкий вес | Лёгкий вес                          | Лёгкий вес | Полулёгкий вес | Полулёгкий вес                       | Полулёгкий вес |
| ---------- | ----------------------------------- | ---------- | -------------- | ------------------------------------ | -------------- |
| Ч          | Мустафа «Беспощадный» Шарифов (4-0) | чмп        | Ч              | Искандар «Шеф-Повар» Зияев (3-0)     | чмп            |
|            |                                     |            |                |                                      |                |
| 1          | Николай «Чибис» Чибисов (5-1)       |            | 1              | Анис «Охотник» Чилаев (3-0)          |                |
| 2          | Алексей «Мельник» Мельников (3-2)   |            | 2              | Михаил «Лусан» Сукиасян (2-0)        |                |
| 3          | Бовар «Гладиатор» Ханаков (2-1)     |            | 3              | Валерий «Орёл» Особов (2-1)          | ▲2             |
| 4          | Мурад «Дедок» Арцулаев (2-2)        |            | 4              | Умар «Костолом» Муртазалиев (2-0)    | ▲7             |
| 5          | Иса «Тандовский» Исаев (1-0)        |            | 5              | Майк «Вооружённый» Стиценко (1-1-1)  | ▲4             |
| 6          | Даник Весненок (1-0)                |            | 6              | Гази «Зохан» Газимагомедов (1-1)     | ▼2             |
| 7          | Камал «Камикадзе» Гасанов (1-0)     |            | 7              | Иван «Охранник» Мошкарёв (1-0)       |                |
| 8          | Георгий «Тренер» Элоян (1-1)        |            | 8              | Николай «Ebosher» Терехов (1-1)      |                |
| 9          | Владислав «Палач» Сурков (1-1)      |            | 9              | Рамазан «Камазист» Муртазалиев (1-1) | ▼3             |
| 10         | Дмитрий «Анубис» Кузнецов (0-1-1)   |            | 10             | Арут «Молодой» Хачатрян (0-0-1)      |                |

▼ Тимур «Золотой» Мусаев (#3 полулёгкого веса) выбыл из рейтинга, так как покинул промоушен Топ Дог.